# Эмери, Марк
Марк Эмери (англ. Marc Scott Emery, род. 13 февраля 1958, Лондон, Онтарио) — канадский политический активист, боровшийся за легализацию каннабиса, в прошлом крупный торговец семенами конопли. 10 сентября 2010 года был приговорен к 5 годам лишения свободы. 9 июля 2014 года был освобожден, отбыв чуть более четырёх лет из пятилетнего срока заключения и заработав 235 дней в зачет хорошего поведения.

## Начало карьеры
Марк Эмери родился и вырос в городе Лондон (провинция Онтарио). В возрасте девяти лет он основал в доме своих родителей бизнес, покупая марки и продавая их с помощью почтовой пересылки. Свою первую компанию Марк назвал Stamp Treasure.
Через два года он основал следующий посылторг «Marc’s Comic Room». В возрасте 17 лет Марк бросил школу и купил букинистический магазин в даунтауне Лондона, заново открыв его под названием City Lights Book Store. Марк управлял им 17 лет и продал в 1992 году.

## Бизнес по продаже семян марихуаны
В марте 1994 года Эмери переехал в город Ванкувер (провинция Британская Колумбия) и 7 июля основал магазин под названием Hemp BC. Его магазин сыграл важную роль в расширении тогда ещё очень слаборазвитой и подпольной индустрии каннабиса и связанных с ним принадлежностей в Канаде.

## Личная жизнь
23 июля 2006 года Марк женился на Джоанне Гиеш-Рэмси (ныне Джоди Эмери).
В 2019 году несколько женщин обвинили Марка Эмери в сексуальных домогательствах. Примерно с этого же времени Джоди и Марк живут раздельно.